# جياكومو غيتس
جياكومو غيتس (بالإنجليزية: Giacomo Gates)‏ هو عازف جاز وعازف بيانو ومغني أمريكي، ولد في 1950 في كونيتيكت في الولايات المتحدة.

## وصلات خارجية
- جياكومو غيتس على موقع ميوزك برينز (الإنجليزية)
- جياكومو غيتس على موقع أول ميوزيك (الإنجليزية)
- جياكومو غيتس على موقع ديسكوغز (الإنجليزية)